# Melodi Grand Prix 2022.

Melodi Grand Prix 2022. (срп. Велико музичко такмичење) је 60. издање норвешког музичког такмичења Melodi Grand Prix (МГП). Такмичење се одржава сваке године и служи као предизбор земље за Песму Евровизије. МГП организује норвешки јавни емитер НРК и одржава се у јануару и фебруару 2022. Победник такмичења представљаће Норвешку на Песми Евровизије 2022. у Торину у Италији у мају 2022. године.

## Формат
Такмичење се састоји од четири полуфинала, дводелне „џокер рунде“ и финала. Све рунде се одржавају у Х3 Арени у Форнебуу током јануара и фебруара 2022. Концепт је бити сличан такмичењу 2021.  иако је у октобру 2021. Стиг Карлсен, задужен за организацију догађаја за НРК, најавио да емитер разматра неколико промена у формату, посебно да се промени систем гласања, у који би се између осталог могло вратити и укључити гласање међународног жирија у финалу. 
У децембру 2021. године најављено је да ће емисију водити no, no, и no.
Полуфинала и џокер рунда се одржавају без публике због пандемије ковида 19 у Норвешкој, посебно због текућег ширења варијанте Омикрон. Још није одлучено да ли ће публика бити дозвољена за финале.

## Учесници
Отприлике недељу дана након такмичења за Песму Евровизије 2021, НРК је званично отворио конкурс за композиторе да поднесу пријаве за Melodi Grand Prix 2022. Период за подношење пријава требало је да се затвори 15. августа 2021, али је касније продужен до 15. септембра 2021.
Конкурс је отворен за све композиторе, а сваки композитор је могао да пријави до три песме. Свака песма је морала да има бар једног норвешког сарадника, како би се „дао приоритет и промовисала норвешка музичка сцена“. Поред отвореног конкурса, НРК је такође тражио могуће пријаве путем циљане претраге и директног дијалога са норвешком музичком индустријом. 
Крајем новембра 2021. објављено је да је 21 пријава одабрана за учешће на конкурсу. Првобитно је планирано да састав уметника који учествују буде објављен 6. јануара 2022. године, а њихове пријаве касније; међутим, касније је одлучено да ће бити објављени заједно 10. јануара. 
| Извођач(и)             | Песма                        | Композитор(и)                                                                                               |
| ---------------------- | ---------------------------- | --- |
| Alexandra Joner        | „Hasta la vista"             | Henrik Sæter, Jazara Aden Hutton                                                                            |
| Ана-Лиса Кумоџи        | „Queen Bees"                 | Olli Äkräs, Alan Roy Scott, Elsbeth Rehder, Anna-Lisa Kumoji                                                |
| Christian Ingebrigtsen | „Wonder of the World"        | Christian Ingebrigtsen, Michael Hunter Ochs, Henrik Tala                                                    |
| Daniel Lukas           | „Kvelertak"                  | Daniel Lukas Kalelic, Are Næsset                                                                            |
| Eline Noelia           | „Ecstasy"                    | Eline Noelia Myreng, Audun Agnar Guldbrandsen, Tea Megaard                                                  |
| Елси Беј               | „Death of Us"                | Elsa Søllesvik, Jonas Holteberg Jensen, Andreas Stone Johansson                                             |
| Farida                 | „Dangerous"                  | Farida Bolseth Benounis, Rasmus Simon Vedvik Thallaug, Atle Pettersen, Peter Newman, Hannah Dorothy Bristow |
| Frode Vassel           | „Black Flowers"              | Frode Vassel, Benjamin Larsen, Niklas Rosström, Celine Alette Pedersen Breivoll                             |
| Kim Wigaard            | „La melodia"                 | Kim Wigaard Johansen, Marius Hagen, Karianne Sissener Amundsen, Ronny Janssen                               |
| Lily Löwe              | „Bad Baby"                   | Lill Sofie Wilsberg, Trond Holter, Victoria Land                                                            |
| Мари Бела              | „Your Loss"                  | Lars Horn Lavik, Morten Franck, Mari Eriksen Bølla                                                          |
| no                     | „Fly"                        | Maria Mohn, Einar Kristiansen Five                                                                          |
| Mira Craig             | „We Still Here"              | Mira Craig, Bård Berg                                                                                       |
| Норткид                | „Someone"                    | Helge Moen, Alex Charles, Sandra Lyng, Jim Bergsted                                                         |
| Oda Gondrosen          | „Hammer of Thor"             | Morten Franck, Elsa Søllesvik, Torgeir Ryssevik, Oda Kristine Gondrosen                                     |
| Sofie Fjellvang        | „Made of Glass"              | Sofie Fjellvang, Kjetil Mørland                                                                             |
| Стефен Џејкобсен       | „With Me Tonight"            | Mats William Wennerberg, Nicolai Herwell                                                                    |
| Sturla                 | „Skår i hjerte"              | Sturla Fagerli Larsen                                                                                       |
| Subwoolfer             | „Give That Wolf a Banana"    | Keith, Jim                                                                                                  |
| TrollfesT              | „Dance Like a Pink Flamingo" | Eirik Renton, Jostein Austvik                                                                               |
| Vilde                  | „Titans"                     | Vilde Johannessen, Ben Adams, Sindre Timberlid Jenssen                                                      |

## Полуфинале

### Полуфинале 1
Прво полуфинале је одржано 15. јануара 2022.
| Дуел       | Жреб | Извођач(и)   | Песма | Резултат               |
| ---------- | ---- | ------------ | ----- | ---------------------- |
| Први дуел  | 1.   | Eline Noelia |       | Златни дуел            |
| Први дуел  | 2.   | Mira Craig   |       | Џокер рунда            |
| Други дуел | 1.   | TrollfesT    |       | Џокер рунда            |
| Други дуел | 2.   | Frode Vassel |       | Златни дуел            |
| Промоција  | –    | Elsie Bay    |       | Преквалификована песма |

| Жреб | Извођач(и)   | Песма | Резултат    |
| ---- | ------------ | ----- | ----------- |
| 1.   | Eline Noelia |       | Џокер рунда |
| 2.   | Frode Vassel |       | Финале      |

### Полуфинале 2
Друго полуфинале је одржано 22. јануара 2022.
| Дуел       | Жреб | Извођач(и)             | Песма | Резултат               |
| ---------- | ---- | ---------------------- | ----- | ---------------------- |
| Први дуел  | 1.   | Lily Löwe              |       | Џокер рунда            |
| Први дуел  | 2.   | Steffen Jakobsen       |       | Златни дуел            |
| Други дуел | 1.   | Farida                 |       | Златни дуел            |
| Други дуел | 2.   | Daniel Lukas           |       | Џокер рунда            |
| Промоција  | –    | Christian Ingebrigtsen |       | Преквалификована песма |

| Жреб | Извођач(и)       | Песма | Резултат    |
| ---- | ---------------- | ----- | ----------- |
| 1.   | Steffen Jakobsen |       | Џокер рунда |
| 2.   | Farida           |       | Финале      |

### Полуфинале 3
Треће полуфинале одржаће се 29. јануара 2022. Субвоолфер је првобитно требало да наступи у овом полуфиналу као претквалификовани учесник, пре него што је био позитиван на ковид 19. Уместо тога, Норткид, још један преквалификован извођач, наступиће у овом полуфиналу.
| Дуел      | Жреб | Извођач(и)    | Песма | Резултат               |
| --------- | ---- | ------------- | ----- | ---------------------- |
| TBD       | TBD  | Mari Bølla    |       | TBD                    |
| TBD       | TBD  | Oda Gondrosen |       | TBD                    |
| TBD       | TBD  | Sturla        |       | TBD                    |
| TBD       | TBD  | Vilde         |       | TBD                    |
| Промоција | –    | NorthKid      |       | Преквалификована песма |

| Жреб | Извођач(и) | Песма | Резултат |
| ---- | ---------- | ----- | -------- |
| 1.   | TBD        | TBD   | TBD      |
| 2.   | TBD        | TBD   | TBD      |

### Полуфинале 4
Четврто полуфинале одржаће се 5. фебруара 2022.
| Дуел  | Жреб | Извођач(и)      | Песма | Резултат               |
| ----- | ---- | --------------- | ----- | ---------------------- |
| TBD   | TBD  | Alexandra Joner |       | TBD                    |
| TBD   | TBD  | Maria Mohn      |       | TBD                    |
| TBD   | TBD  | Kim Wigaard     |       | TBD                    |
| TBD   | TBD  | Sofie Fjellvang |       | TBD                    |
| Promo | –    | Subwoolfer      |       | Преквалификована песма |

| Жреб | Извођач(и) | Песма | Резултат |
| ---- | ---------- | ----- | -------- |
| 1.   | TBD        | TBD   | TBD      |
| 2.   | TBD        | TBD   | TBD      |